# Yūkan Club
Yūkan Club (яп. 有閑倶楽部, Yūkan Kurabu, укр. Клуб дозвілля) — манґа, написана та проілюстрована Юкарі Ітідзьо. Манґа виходила в журналі Bessatsu Margaret видавництва Shueisha. Yūkan Club отримав премію манґи Коданся у 1986 році в категорії сьодзьо. Манґа була адаптована в оригінальну відеоанімацію студією Madhouse Studios. Також була адаптована в японську дораму.

## Сюжет
Це історія про старшокласників із багатих впливових родин, які навчаються в престижній школі. Вони організовують шкільний клуб під назвою «Yukan Club» для проведення вільного часу. Ця група друзів, використовуючи гроші, ім'я та вплив своїх родин, розслідують різні злочини — від урядових змов до загадкових і заплутаних кримінальних історій.

## Медіа

### Манґа
Yūkan Club був написаний та проілюстрований Юкарі Ітідзьо. Було видано 19 томів манґи з 13 грудня 1982 року по 15 листопада 2002 року. Манґа була перевидана в 10 кандзенбан-томах з 18 травня 2000 року по 18 квітня 2002 року. Shueisha перевидала манґу вдруге у 9 кандзенбан-томах у 2007 році.

### OVA
Манґа була адаптована в оригінальну відеоанімацію. Перша серія була випущена на VHS 25 липня 1991 року. Прем'єра другої серії відбулася 14 грудня 1991 року як фільм у кінотеатрах Toho. Обидві VHS були випущені Madhouse Studios.

### Дорама
10 епізодів дорами транслювалися на Nippon Television з 16 жовтня 2007 року по 18 грудня 2007 року. 23 квітня 2008 року VAP випустили DVD-набір, який містив п'ять DVD, що охоплювали 10 епізодів дорами.
Yūkan Club отримав чотири з п'яти нагород на Nikkan Sports Drama Grand Prix у 2007 році. Дзін Аканісі отримав нагороду за найкращу чоловічу роль; Дзюнноске Тагуті отримав нагороду за найкращу чоловічу роль другого плану; Ю Касії отримала нагороду за найкращу жіночу роль другого плану, а Yūkan Club — за найкращу дораму 2007 року.